# سانتياغو دي كوبا (مدينة)
سانتياغو دي كوبا (بالإسبانية:Santiago de Cuba )، هي ثاني أكبر مدينة في كوبا. وهي عاصمة مقاطعة سانتياغو دي كوبا الواقعة في الجهة الجنوبية الشرقية من الجزيرة وتبعد حوالي 870 كم (540 ميل) جنوب شرق العاصمة الكوبية هافانا.

## المناخ
يظهر الجدول التالي التغييرات المناخية على مدار السنة لسانتياغو دي كوبا:
| البيانات المناخية لـسانتياغو دي كوبا | البيانات المناخية لـسانتياغو دي كوبا | البيانات المناخية لـسانتياغو دي كوبا | البيانات المناخية لـسانتياغو دي كوبا | البيانات المناخية لـسانتياغو دي كوبا | البيانات المناخية لـسانتياغو دي كوبا | البيانات المناخية لـسانتياغو دي كوبا | البيانات المناخية لـسانتياغو دي كوبا | البيانات المناخية لـسانتياغو دي كوبا | البيانات المناخية لـسانتياغو دي كوبا | البيانات المناخية لـسانتياغو دي كوبا | البيانات المناخية لـسانتياغو دي كوبا | البيانات المناخية لـسانتياغو دي كوبا | البيانات المناخية لـسانتياغو دي كوبا |
| الشهر                                | يناير                                | فبراير                               | مارس                                 | أبريل                                | مايو                                 | يونيو                                | يوليو                                | أغسطس                                | سبتمبر                               | أكتوبر                               | نوفمبر                               | ديسمبر                               | المعدل السنوي                        |
| ------------------------------------ | ------------------------------------ | ------------------------------------ | ------------------------------------ | ------------------------------------ | ------------------------------------ | ------------------------------------ | ------------------------------------ | ------------------------------------ | ------------------------------------ | ------------------------------------ | ------------------------------------ | ------------------------------------ | ------------------------------------ |
| متوسط درجة الحرارة الكبرى °م (°ف)    | 28 (82)                              | 28 (82)                              | 28 (82)                              | 28 (82)                              | 28 (82)                              | 29 (84)                              | 31 (88)                              | 31 (88)                              | 31 (88)                              | 30 (86)                              | 30 (86)                              | 30 (86)                              | 29 (85)                              |
| متوسط درجة الحرارة الصغرى °م (°ف)    | 21 (70)                              | 21 (70)                              | 22 (72)                              | 23 (73)                              | 23 (73)                              | 24 (75)                              | 25 (77)                              | 25 (77)                              | 24 (75)                              | 24 (75)                              | 23 (73)                              | 22 (72)                              | 23 (74)                              |
| الهطول مم (إنش)                      | 73.7 (2.90)                          | 43.2 (1.70)                          | 53.3 (2.10)                          | 58.4 (2.30)                          | 139.7 (5.50)                         | 101.6 (4.00)                         | 68.6 (2.70)                          | 94 (3.7)                             | 106.7 (4.20)                         | 193 (7.6)                            | 94 (3.7)                             | 81.3 (3.20)                          | 1٬107٫5 (43.6)                       |
| المصدر: weather.com                  |                                      |                                      |                                      |                                      |                                      |                                      |                                      |                                      |                                      |                                      |                                      |                                      |                                      |

## توأمة
لسانتياغو دي كوبا (مدينة) اتفاقيات توأمة مع كل من:
- باليرمو (مايو 1996 - )[10]
- سانتياغو دي كومبوستيلا
- كارتاهينا
- إسمرالداس
- لشبونة
- ماراكايبو
- مونتيغو باي
- أوكلاند
- روساريو (1993 - )
- Sabaneta, Barinas [الإنجليزية]‏
- سانتياغو دي لوس كاباليروس
- نابولي
- دياديما، ساو باولو
- سانت بطرسبرغ
- ماراكاي

## معرض صور

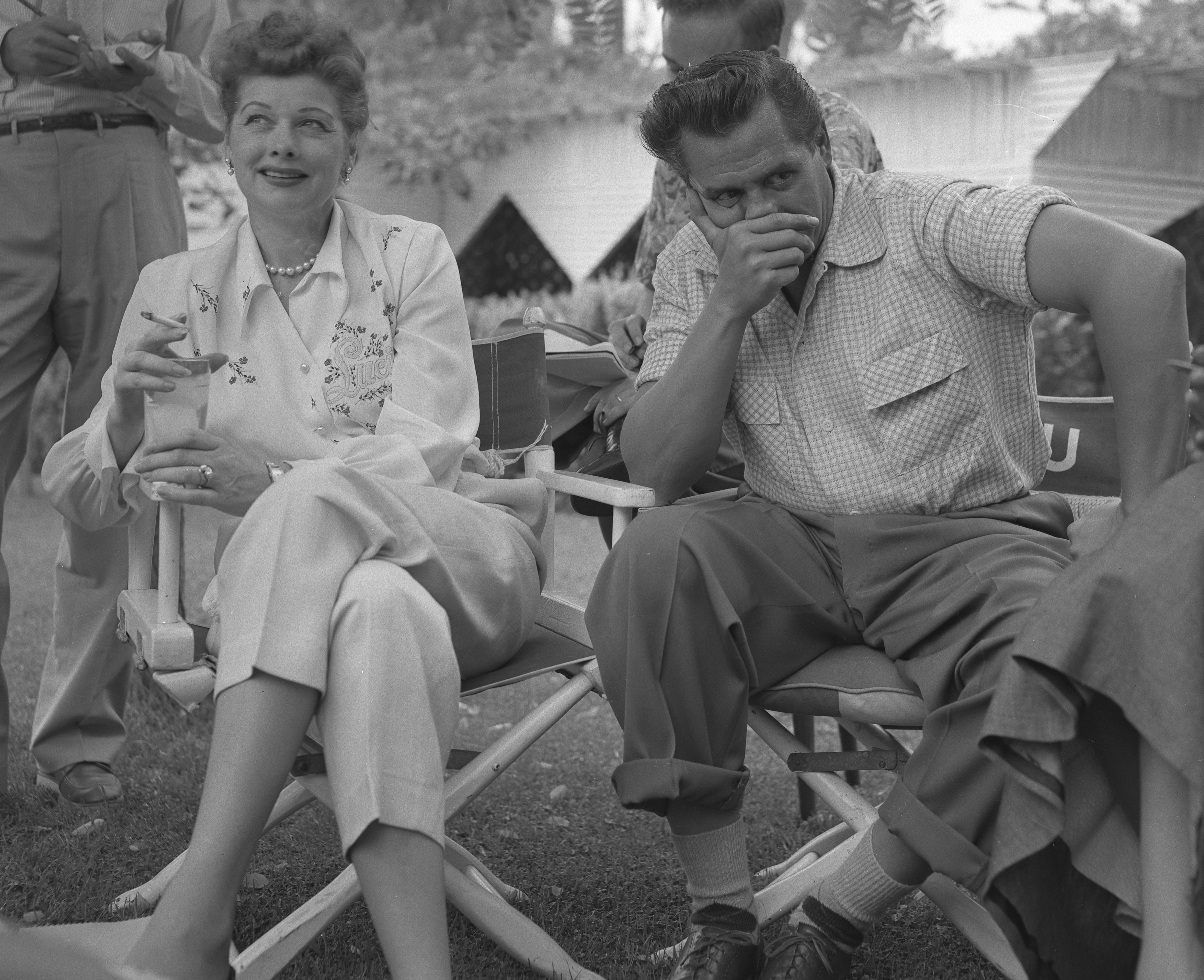
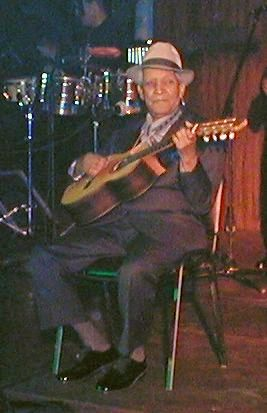
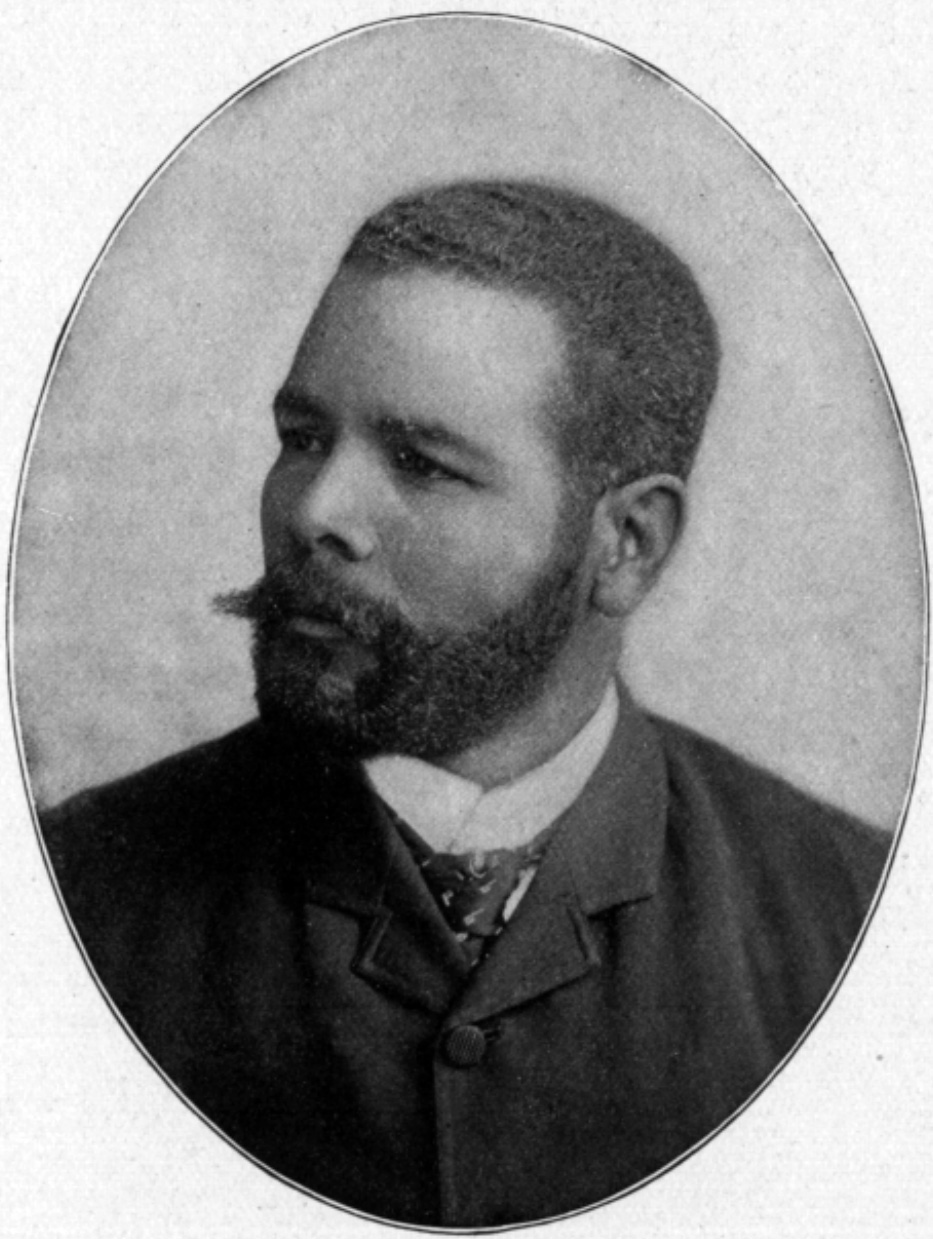

## أعلام
- كومباي سيجوندو
- فرانسوا كارلو أنتوماركي
- ماريو غارسيا مينوكال
- ريتا مارلي
- إنريكي ريغويراس
- غييرمو ريجوندو
- توماس إسترادا بالما
- بيبي سانشيز
- عثماني خوانتورينا
- بول لافارج

## وصلات خارجية
- خريطة خليج سانتياغو